# Che razza di libro!
Che razza di libro! è un romanzo di Jason Mott, vincitore del National Book Award per la narrativa nel 2021.

## Trama
Soot è un ragazzino che vive nella Carolina del Nord con i suoi genitori. Suo padre, William, vuole soprattutto che suo figlio sappia come rendersi invisibile, perché teme quali pericoli potrebbero colpire Soot in quanto afroamericano nel profondo sud degli Stati Uniti.
William vuole disperatamente trasmettere il significato della sua identità razziale a suo figlio, ma teme di privare suo figlio dell'innocenza, dell'ottimismo e della speranza. Si è ripromesso di non commettere con Soot lo stesso errore che suo padre ha commesso con lui: fargli odiare la sua negritudine e quindi se stesso. Una notte, mentre William è fuori per una corsa serale, un poliziotto si avvicina a lui. Chiede di vedere l'identificazione di William. William dice che la sua licenza è a casa. Dice al poliziotto che la sua casa è quella proprio di fronte a loro e può correre dentro per prenderlo. La moglie e il figlio di William vedono le luci della polizia fuori e aprono la porta d'ingresso. Improvvisamente il poliziotto spara a William e lo uccide.
Nei mesi e negli anni successivi, Soot impara a fare affidamento sulla sua immaginazione per sopravvivere allo shock e al dolore. Inizia a immaginare che suo padre morto stia trascorrendo del tempo con lui. Si immagina anche in altri mondi in cui è sicuro di essere chiunque voglia essere. Sua madre inizia a preoccuparsi per lui e lo porta da uno psichiatra, ma smette di prendere le pillole, perché precludono la sua capacità di pensare, sentire o immaginare.
Anni dopo, un narratore in prima persona senza nome è in tour per il suo romanzo recentemente pubblicato, Hell of a Book. Non importa dove viaggia, il narratore è distratto e distaccato. Rilascia le stesse interviste e le stesse letture. Sebbene sia orgoglioso del suo libro, odia anche parlarne. Riesce a malapena a ricordare di cosa si tratta.
Nel corso del tour, il narratore sente perennemente le persone parlare di un giovane ragazzo nero che è stato recentemente ucciso da un agente di polizia. Ogni volta che qualcuno menziona questo evento, il narratore finge simpatia e turbamento. In realtà, non ha idea della vera storia e non ha alcun interesse a coinvolgerla.
Quando arriva a San Francisco, il suo autista, Renny, lo porta in una libreria per una lettura serale. Sulla loro strada, incontrano orde di persone che protestano contro la recente sparatoria. Renny chiede di sapere cosa pensa il narratore di questa tragedia e della marcia. Dice che poiché il narratore è uno scrittore e un uomo di colore, è sua responsabilità avere un'opinione. Il narratore resiste a questa idea. Non ha alcun interesse per l'attivismo.
Dopo la lettura, il narratore incontra una bella donna di nome Kelly. Cenano insieme e escono per un drink. La mancanza di interesse di Kelly per il libro del narratore lo sorprende e lo delizia. Finalmente può essere se stesso. Poi, quando Kelly chiede al narratore di accompagnarla all'agenzia di pompe funebri dove lavora per un lavoro dell'ultimo minuto, il narratore si mette a disagio. Si sente ancora più sconvolto quando si rende conto che il corpo del ragazzo dal telegiornale è sdraiato su una barella nelle vicinanze.
L'agente del narratore organizza due soste improvvisate alla fine del tour del narratore. Per prima cosa vuole che vada nella sua città natale a Bolton, nella Carolina del Nord. Poi vuole che vada a Denver, in Colorado, per parlare con la madre del ragazzo morto. Questi viaggi sono una vera e propria sfida per la stabilità emotiva del narratore. Tuttavia, alla fine di queste imprese, il narratore è finalmente in grado di affrontare la verità del suo trauma infantile, che assomiglia nettamente a quello di Soot, e di perseguire il cambiamento e il rinnovamento.

## Edizioni
- Jason Mott, Che razza di libro!, traduzione di Valentina Daniele, NN Editore, 2022, ISBN 9791280284525.
- Jason Mott, Hell of a book, Dutton, 2021, ISBN 978-0593330999.